# Павлюченко, Тамара Петровна
Тамара Петровна Павлюче́нко (род. 1 сентября 1941) — советский и российский телережиссёр, актриса, сценаристка, продюсер.

## Биография
Родилась 1 сентября 1941 года в Магаданской области, где на тот момент работал отец; после его смерти в 1945 году семья вернулась в Москву.
Окончила актёрский факультет театрального училища при ТЮЗе (Москва), режиссёрский факультет ЛГИТМиКа.
С 1964 года работала в детской редакции ЦТ: помощник режиссёра, ассистент режиссёра, режиссёр-постановщик программ «Книга в твоей жизни», «Будильник», «Лица друзей», «До 16 и старше…». Поставила 11 фильмов-спектаклей из серии «Этот фантастический мир». С 1989 года — главный режиссёр Детской редакции ЦТ.
С 1995 года — главный режиссёр телекомпании «Класс!», занималась производством программ «Умники и умницы», «В тридевятом царстве» и других. В 1996 году была режиссёром-координатором международного проекта «Улица Сезам». В 2000 году выступила режиссёром познавательно-развлекательной программы «КОАПП» по мотивам цикла одноимённых советских радиоспектаклей. В 2001 году программа была удостоена премии «ТЭФИ» в номинации «Программа для детей».
В настоящий момент преподаёт режиссуру в Школе Телевидения при РГУ им. А. Н. Косыгина.

## Семья
Муж — Игорь Александрович Негода (род. 1938), актёр Московского Театра юного зрителя.
Дочь — Наталья Негода (род. 1963), актриса театра и кино.

## Фильмография

### Режиссёр
- 1979—1987 — Этот фантастический мир (11 выпусков)
- 1983 — Человек из страны Грин (фильм-спектакль)
- 1986 — Рассказы А. П. Чехова (фильм-спектакль для телепередачи «Будильник»)
- 1986 — Стихи А. Л. Барто (фильм-спектакль для телепередачи «Будильник»)
- 1987 — Загадка. Разгадка (фильм-спектакль)
- 1989 — Мы везем с собой кота...
- 1991 — Машенька (по В. В. Набокову)
- 1992 — На полустанке
- 1994 — Графиня Шереметева
- 1995 — Грибоедовский вальс (к 200-летию А. С. Грибоедова)
- 1995 — Человек за ширмой (фильм-спектакль)
- 2001 — Дракоша и компания (телесериал)
- 2006—2007 — Гонка за счастьем (телесериал)

### Сценарист
- 1999 — Шахтёры (не завершён)

### Продюсер
- 2000 — Лестница в небеса

## Награды
- 1996 — Лауреат премии ТЭФИ, номинация «Программа для детей» (режиссёр передачи «Умники и умницы»)[6]
- 2001 — Лауреат премии ТЭФИ, номинация «Программа для детей» (режиссёр передачи «КОАПП»)[3][4]
- 1987 — Лауреат премии «За лучшую режиссуру» Минского телефестиваля (за фильм «С роботами не шутят» цикла «Этот фантастический мир»)[1]